# Doucement les basses
Pour plus de détails, voir Fiche technique et Distribution.
Doucement les basses est un film franco-italien réalisé par Jacques Deray, sorti en 1971.

## Synopsis
L'abbé Médieu vit retiré au bord de l'océan dans une petite ville bretonne, à la suite du décès de son épouse intervenu avant qu'il devienne prêtre. Après une existence orageuse, il pense avoir trouvé la paix mais un jour, un homme arrive qui lui déclare : « Je suis le mari de votre femme ». Il apprend alors que son ex-épouse est vivante, qu'elle veut revenir à lui, mais aussi qu'elle a décidé de se donner à tous les matelots si son ex-mari ne la reprend pas.

## Fiche technique
- Titre original : Doucement les basses
- Titre italien : L'uomo di Saint-Michael
- Réalisation : Jacques Deray
- Scénario : Jacques Deray et Pascal Jardin
- Photographie : Jean-Jacques Tarbès
- Son : Jean Labussière
- Décors : François de Lamothe
- Musique : Claude Bolling
- Montage : Pierre Saint-Blancat
- Production : Alain Delon
- Pays d'origine :  France |  Italie
- Distribution : CIC
- Année : 1970
- Tournage : du 14 décembre 1970 au 12 février 1971
- Genre : comédie
- Durée : 90 minutes
- Date de sortie : France, 9 avril 1971

## Distribution
- Paul Meurisse : l'évêque

Alain Delon en 1966

- Alain Delon : le Père Simon Médieu
- Nathalie Delon : Rita
- Julien Guiomar : Francisco
- Paul Préboist : le vieil enfant de chœur
- Serge Davri : le brigadier
- Carlo Nell : le gendarme
- Philippe Castelli : le grand vicaire
- André Bollet : Mickey
- Georges Ass : le diacre
- Marc Cauvy : le chauffeur

## Autour du film

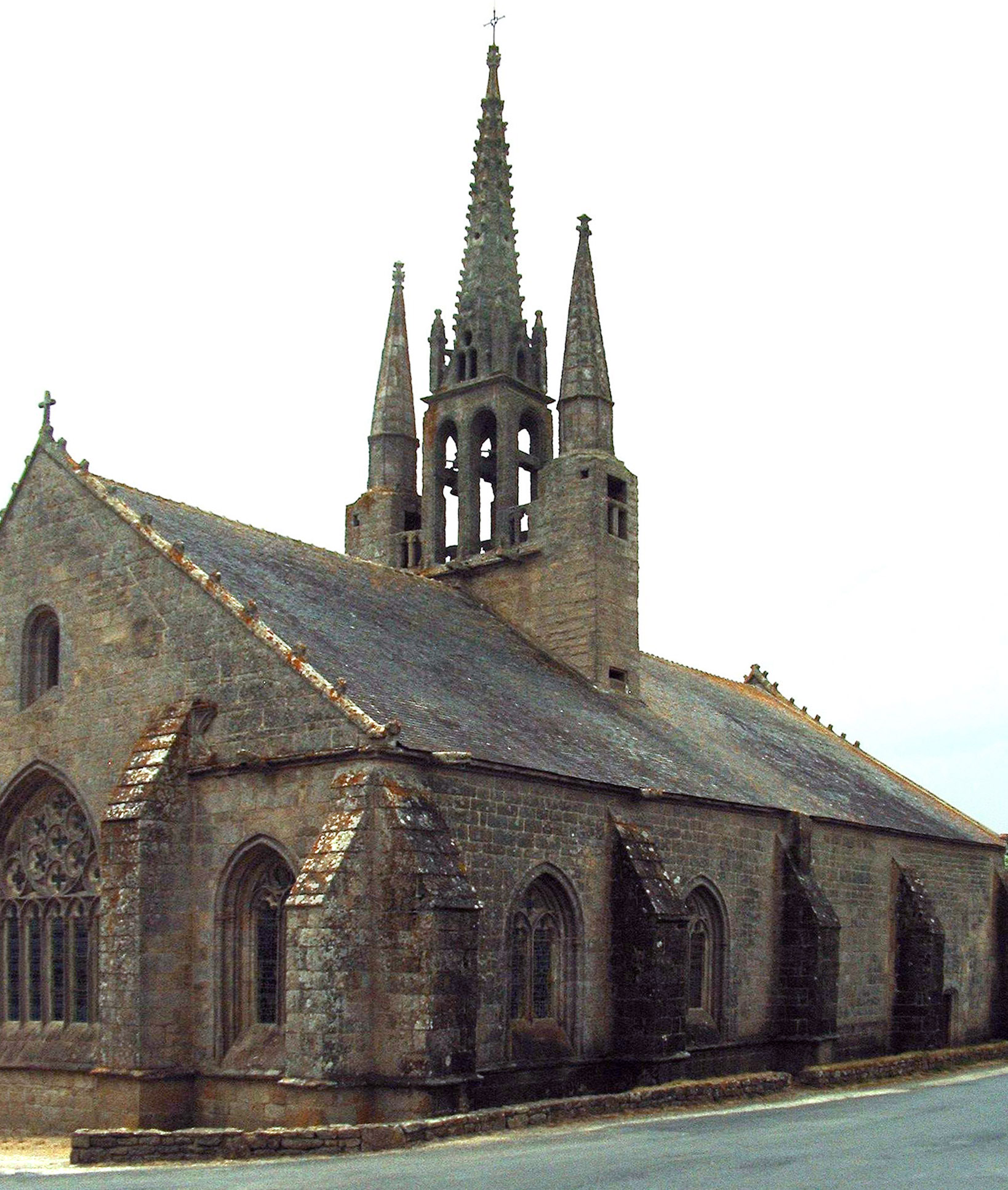
Chapelle Notre-Dame-de-Tronoën, en Saint-Jean-Trolimon : vue d'ensemble que l'on peut voir sur l'affiche originale du film

- C'est une des rares comédies dans laquelle joue Alain Delon, et l'une des seules comédies réalisées par Jacques Deray.
- Paul Meurisse et Alain Delon se retrouveront sur le tournage du film Le Gitan de José Giovanni (1975).
- Nouvelle collaboration entre Jacques Deray et Alain Delon après La Piscine en 1968 et Borsalino en 1969.
- C'est le second film qui réunit Alain et Nathalie Delon - mariés à l'époque - après Le Samouraï de Jean-Pierre Melville en 1967.
- Ce film est presque entièrement tourné en Bretagne, dans le Finistère sud, entre Tronoën - dont la chapelle apparaît d'ailleurs sur l'affiche originale du film - Bénodet, Concarneau, Quimper ou encore Saint-Guénolé en Penmarc'h[2].
- Alain Delon tourne trois autres films en Bretagne : L'Amour à la mer, de Guy Gilles en 1962 à Brest, Traitement de choc, d'Alain Jessua, en 1973, à Belle-Île-en-Mer et Quiberon, et Le Choc, de Robin Davis, en 1982, à Beg Meil.
- De façon plus anecdotique, dans ce film apparaissent de « vraies » bigoudènes en costume traditionnel et donc avec la fameuse coiffe, encore largement porté à l'époque du tournage. Nathalie Delon le rappelle d'ailleurs lors d'une projection du film à l'institut Lumière le 11 février 2012[3].
- À 48 min 02 : le vicaire dit à l’évêque « bizarre ! », l’évêque répondant « vous avez dit bizarre ? (...) j'ai déjà entendu çà quelque part. ». Ici il est fait, bien évidemment, allusion au célèbre dialogue entre l’archevêque Bedford (Louis Jouvet) et le Professeur Molyneux (Michel Simon) dans le film Drôle de drame.

## Appréciation critique
- « Le mariage des prêtres est peut-être un bon sujet de film : ici, malgré le tandem Delon-Deray au générique, il donne des résultats consternants. » Jean Tulard[4]

## Box-office
- France : 1 009 536 entrées[5]. Malgré un début d'exploitation plutôt encourageant, le film quittera l'affiche à Paris après seulement six semaines[6]. Pour un film avec Alain Delon, alors à l'apogée de sa carrière, le succès s'avère modeste. (2,3 millions d'entrées pour La Piscine en 1969 par exemple, et 4,7 millions pour Borsalino en 1970 ; même s'il est vrai que, dans ces deux cas, il n'y était pas seule tête d'affiche). Par comparaison, en cette même année 1971, deux autres films avec Delon, Soleil rouge et La Veuve Couderc, enregistront de bien meilleures recettes.
- Espagne : 128 954 entrées[7].